# Книд
Книд (др.-греч. Κνίδος, также Стадия и Триопия) — колония лакедемонян на Триопийском мысе (др.-греч. Τριόπιον, ныне — мыс Девебойну) Книдского полуострова (ныне — полуостров Решадие) в Карии, построенная частью в Малой Азии, частью на соединённом с сушей дамбами острове, с двумя гаванями, одна из которых предназначалась для военных, другая — для купеческих судов. Крупный торговый город, центр культа Афродиты, один из шести членов Дорического союза, место проведения Дорических игр.

## История
Книд упоминается уже в гомеровских гимнах. В глубокой древности книдцы, считавшие себя потомками спартанцев, колонизировали Липарские острова и Корчулу в Адриатике. Геродот сообщает, что при наступлении персов во главе с Гарпагом книдцы безуспешно пытались прорыть канал с тем, чтобы превратить Триопийский мыс в остров Эгейского моря.
До 412 года до н. э. Книд выступал на стороне Афин в войнах со Спартой, затем управлялся самими гражданами в духе демократии, в III веке до новой эры признал власть Птолемеев. 
Славился обсерваторией астронома Евдокса, медицинской школой и статуей Афродиты работы Праксителя. В римские времена сохранял автономию, обезлюдел к VII веку н. э.
Упомянут Книд и в Библии, в рассказе об одном из трёх миссионерских путешествиях апостола Павла и его соратников:

Медленно плавая многие дни и едва поровнявшись с Книдом, по причине неблагоприятного нам ветра, мы подплыли к Криту при Салмоне.
— Деяния. 27:7
В 1857 — 1859 годах развалины Книда были исследованы англичанами под руководством Ньютона, их главной находкой стала мраморная статуя Деметры. Во время раскопок 1970-х годов археологами был вскрыт круглый в плане дорический храм Афродиты, в котором был обнаружен пьедестал легендарной статуи Афродиты Книдской.

## Известные жители и уроженцы
- Агатархид — грамматик и географ середины II в. до н. э.
- Аретад Книдский — античный историк.
- Евдокс Книдский — математик и астроном.
- Диокл Книдский[англ.] — греческий писатель III в. до н. э.
- Ктесий — историк второй половины V — начала IV вв. до н. э.
- Сострат Книдский — архитектор.
- Хрисипп Книдский[англ.] — выдающийся врач IV века до н. э., ученик Евдокса Книдского.

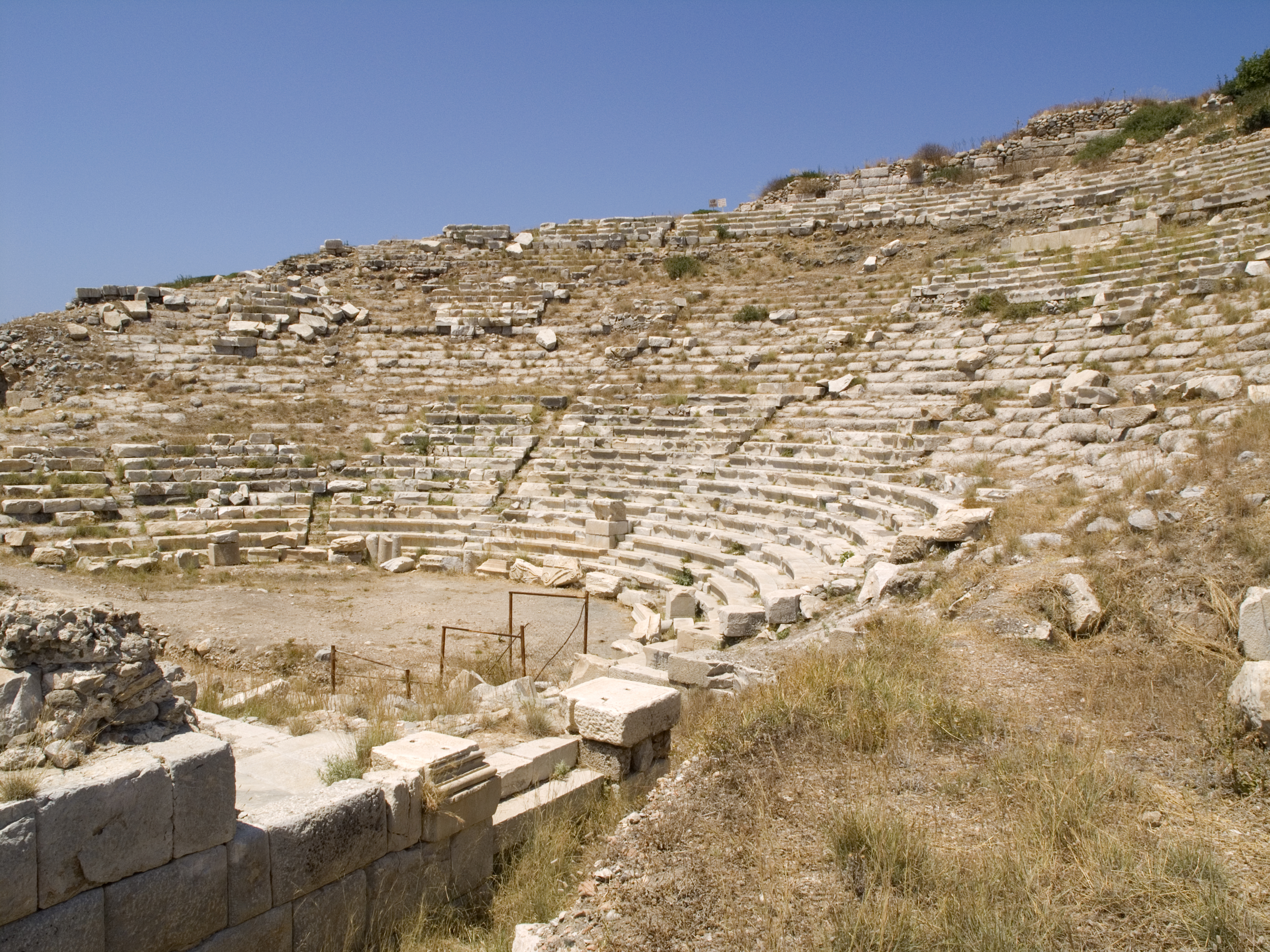
Руины амфитеатра
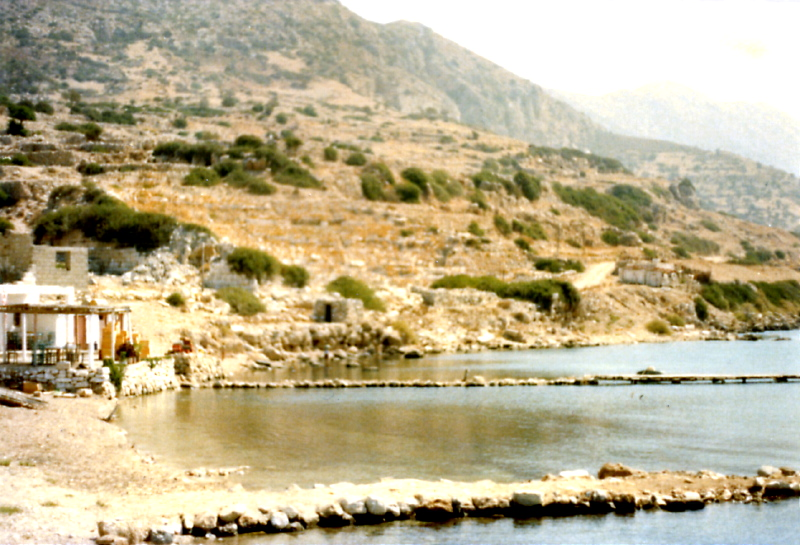
Гавань древнего Книда